# Гжатский мятеж
Гжатский мятеж или Гжатское восстание — крестьянское восстание против власти партии большевиков в Гжатском и Медынском уездах 15—25 ноября 1918 года, организованное ПСР и РСДРП. Несмотря на отчаянное сопротивление повстанцев, подавлено превосходящими силами РККА, ВЧК при СНК РСФСР и милиции.

## История
Первая половина ноября 1918 года в Гжатском уезде была относительно спокойной. Согласно данным уездной ЧК, контрреволюционных выступлений в регионе за отчётный период не было. Однако 21 декабря в «Месячном отчёте Совета крестьянских, рабочих и красноармейских депутатов Гжатской коммуны за ноябрь месяц 1918 года» сообщалось, что с 1 ноября и по 1 декабря в Гжатске и Гжатском уезде чекистами были арестованы 433 человека. Восстание началось  в ноябре 1918 из-за массового недовольства местными крестьянами повальной принудительной мобилизацией мужского населения в Красную Армию и насильственным сверхмерным изъятием хлеба у жителей Гжатского уезда. 
В Пречистенской волости повстанцы убили военкома Сушкина. 
В Корытовской волости повстанцы убили председателя волостного комбеда Н. М. Похлебкина.
Некоторые партийные и советские работники, схваченные повстанцами, подверглись избиениям и были посажены под арест.
16 ноября повстанцы решили штурмом брать Гжатск.
М. П. Ремизов, глава уездного комитета РКП(б) и председатель исполкома Советов, вместе с караульным батальоном отправился из Гжатска в Семёновскую волость и быстро расправился с повстанцами. Тем временем повстанцы совершили нападение на Гжатск и взяли его.
Взяв город повстанцы стали убивать местных большевиков. Они убили члена ВЦИК, заведующего уездным отделом народного образования Л. Цыпкина, руководителя ЧК Ф. Эйзенарма, сотрудника уездной ЧК Михаила Годунова, красноармейцев Герасимова и Смольянинова и многих других. Также они разрушали помещения, ломали мебель, уничтожали книги.
18 ноября повстанцы были вытеснены из Гжатска, а к 25 ноября восстание в Гжатском уезде было подавлено окончательно, начались репрессии причастных к нему.